# Philippe Herzog
Philippe Herzog (n. 6 martie 1940, Bruay-la-Buissière, communauté d'agglomération de Béthune-Bruay, Artois-Lys Romane⁠(d), Franța) este un om politic francez, membru al Parlamentului European în perioada 1999-2004 din partea Franței. 